# Cobitis longitaeniatus
Cobitis longitaeniatus es una especie de peces de la familia Cobitidae en el orden de los Cypriniformes.